# Vitlo
Vitlo je uređaj kojim se uže ili lanac namata na vodoravni ili okomiti bubanj, pogonski užetnik ili lančano kolo i pritom nešto povlači, diže, napinje ili drugo. Pogon vitla može biti ručni, ili motorni (električni, hidraulički, motor s unutarnjim izgaranjem), s jednostrukim ili dvostrukim mehaničkim prijenosom preko ravnih (čelnika) i stožastih zupčanika (stožnika) ili pužnoga prijenosa. Ručnim vitlima ostvaruju se vlačne sile do 50 kN (na primjer za dizanje 5 tona tereta), a motornima i višestruko veće. Osim pogonskoga stroja, prijenosnih zupčanika i bubnja s užetom, sastavni su dijelovi vitala kočnice, spojke i sigurnosni uređaji protiv pada tereta i prekoračenja dopuštene visine dizanja. Jednostavno priručno vitlo (čekrk) sastoji se od 2 kolotura različitih polumjera, međusobno čvrsto spojenih zajedničkom osovinom (vratilom). Veći kolotur, oko kojega je namotano uže za potezanje, naziva se kolo, a manji, produžen u obliku valjka na koje se namata uže s teretom, naziva se vreteno. Sila potezanja razmjerno je manja u odnosu na silu u teretnom užetu prema omjeru polumjera vretena i kola.

## Objašnjenje
Vitlo kao uređaj za dizanje tereta ili povlačenje, izvodi se u brojnim oblicima i veličinama zavisno o namjeni. Pogoni se ljudskom snagom ili bilo kojom vrstom motornog pogona, opet zavisno o namjeni i okolnostima uporabe (benzinskim ili Dieselovim motorom, elektromotorom ili hidromotorom). Sastoji se od rotirajućeg bubnja na koji se namotava ili koji povlači uže ili lanac, kojim se direktno ili preko sustava kolotura podiže teret ili obavlja povlačenje ili izvlačenje. Najbitniji je sklop u sastavu većine dizalica, granika, osobnih, teretnih i servisnih dizala (liftova) i nezaobilazan mehanizam koji se u nekoliko inačica ugrađuje u brodove, terenska vozila, jedrilice i drugo. Koristi se i u šumarstvu kod privlačenja drveta šumskim traktorima, koji imaju ugrađeno vitlo.
Između pogonskog motora vitla i bubnja za namatanje užeta uklopljen je zupčasti ili pužni reduktor. Odnos broja okretaja motora prema broju okretaja izlaznog vratila reduktora zovemo prijenosnim omjerom. Što je on veći, sporije je okretanje izlazne osovine, ali je za isti odnos veći okretni moment izlaznog vratila u odnosu na okretni moment koga proizvodi motor. Pri tome se dio snage (od 20 do 30 %) gubi i zbog trenja u mehanizmu. U svakom stupnju prijenosa (to jest na svakom paru zupčanika) kod zupčanika s ravnim zubima prijenosni omjer je jednak odnosu broja zuba obaju zupčanika (i = Z2/Z1). Računica je nešto složenija kod zupčanika s kosim ili zavojitim zubima. Rezultirajući prijenosni omjer zavisan je o broju stupnjeva prijenosa kod višestepenih reduktora. Kod pužnih prijenosa, prijenosni omjer jednak je broju zuba pužnog vijenca dijeljenom s brojem početaka puža, koji može imati jedan ili više početaka. 
Okretni moment bubnja a time i sila na užetu vitla srazmjerna je pogonskom momentu motora umnoženom s rezultirajućim prijenosnim omjerom reduktora koji je potreban za prilagodbu brzine dizanja standardnim vrijednostima. Velikim prijenosnim omjerom omogućeno je dizanje tereta velike težine. Prilagodba brzine dizanja ili povlačenja, odnosno postizanje željene sila na kuki ili povlačnom užetu postiže se kombiniranjem prijenosnog omjera reduktora s koloturnikom kojim se najčešće dodatno povećava ukupni odnos između sile dizanja i obodne sile na pogonskom zupčaniku uglavljenom na osovinu motora.
Kod uobičajenih izvedbi vitla za dizalice i dizala, dizanje se ostvaruje namatanjem užeta na bubanj. Pri tome postoje brojne mogućnosti rješenja za dizalice s kukom, jednoužetne ili dvoužetne grabilice (gdje drugo uže služi za zatvaranje i pridržavanje grabilice). Često se koriste dva bubnja, s jednim ili odvojenim pogonima ili posebni načini vođenja i motanja užadi. Posebne izvedbe za osobna i teretna dizala (liftove) osiguravaju kretanje protuutega za izjednačenje (kompenziranje) težine kabine. Brodska vitla za dizanje sidra posebno oblikovanim lančanikom potežu sidreni lanac i slažu ga u prostor za odlaganje ispod palube, to jest bubanj ne služi za namatanje, nego samo za povlačenje lanca.  
Važan sklop u sastavu vitla je kočnica kojom se zavješeni teret može kontrolirano spuštati ili zaustaviti i proizvoljno dugo držati u istom položaju. Kočnica vitla često se izvodi kao pojasna kočnica koju zateže uteg ili opruga, a otpušta ručni ili električno pogonjeni mehanizam koji se aktivira elektromagnetom ili specijaliziranim, takozvanim eldro-uređajem. 

## Povijest
Vitlo spada među najstarije uređaje koje ljudi koriste već tisućama godina, a prvi zapisi o korištenju neke vrste vitla potiču još iz doba perzijskih ratova, gdje su drvena vitla korištena za spuštanje i podizanje mostova (480. pr. Kr.), no računa se da su ga Asirci koristili i prije toga. U graditeljstvu se koristilo i u doba Aristotela (4. stoljeće pr. Kr.). Današnja vitla grade se do ogromnih veličina s bubnjem promjera i do 10 metara i vučnom silom preko 250 MT (megatona).

## Podjela
Vitla dolaze u najrazličitijim izvedbama, imaju široku primjenu te su sastavni dio svih dizalica, žičara, dizala, prenosila i sličnih uređaja. Posebnu skupinu tvore brodska teretna, sidrena, pritezna i vučna vitla, najčešće smještena na pramcu i krmi broda.

### Čekrk
Čekrk (tur. çıkrık) je jednostavno priručno vitlo koje se sastoji se od dva kolotura različitih polumjera, međusobno čvrsto spojenih zajedničkom osovinom. Veći kolotur, oko kojega je namotano uže za potezanje, naziva se kolo, a manji, produžen u obliku valjka na koje se namata uže s teretom, naziva se vreteno. Sila potezanja razmjerno je manja u odnosu na silu u teretnom užetu prema omjeru polumjera vretena i kola.

### Podno vitlo
Podna vitla najviše služe kao pomoćna sredstva na montažama. Imaju gladak bubanj na koji se u nekoliko redova namata čelično uže dugo i do 300 metara. Pogon je bubnja ručni ili motorni. Vlačna sila ručnog podnog vitla normalne izradbe iznosi do 50 kN, a posebne izradbe ili one s motornim pogonom može biti dvostruko veća.  

### Zidno vitlo
Zidna vitla pričvršćena su na zid ili stup, a vlačna sila iznosi do 20 kN. 

### Manevarsko vitlo
Manevarska vitla imaju vodoravni ili okomiti tarni bubanj. Za razliku od podnog vitla gdje je jedan kraj užeta pričvršćen za bubanj, oko tarnog bubnja uže je nekoliko puta ovijeno, a oba su kraja užeta slobodna. Bubanj manevarskog vitla ima uglavnom široki, parabolično oblikovani žlijeb, oko koga se uže samo dva do tri puta omota. Laganim potezanjem slobodnog kraja užeta, sporo rotirajući bubanj ostvaruje mnogostruko veću silu na kraju kojim se vrši povlačenje, na primjer broda duž obale zbog preciznog pristajanja. Slična povlačna vitla malih dimenzija koriste se za dizanje jedra na jedrilicama. Ostvareno mnogostruko povećanje sile užeta postiže se zahvaljujući trenju.
Manevarsko vitlo, dakle, omogućuje rad s dugačkim užetom na malom bubnju. Ako se slobodni dio užeta povlači rukom, najveća brzina povlačenja tereta nije veća od 0,5 m/s, a daljina je povlačenja do oko 100 metara. Za veće daljine povlačenja, do 600 metara, potrebno je osigurati samostalno namatanje slobodnog kraja užeta. Manevarska vitla izrađuju se za vlačne sile od 1,25 do 50 kN. Služe za povlačenje vagona i brodova, a na brodovima se upotrebljavaju za dizanje sidra i povlačenje različitih tereta. Normalno se manevarskim vitlima s tarnim bubnjevima vodoravno povlače tereti, dok za dizanje tereta dolaze u obzir samo ako pad tereta ne bi bio opasan.
Ponekad se izvode takva povlačna vitla s dva žlijeba različitih promjera. Na manjem promjeru se ostvaruje veća sila, pa se koristi za početak povlačenja, a na većem promjeru veća brzina. Brzina užeta ne može znatno prijeći od 0,5 do 1 m/s zbog ručnog rukovanja.  Iz istog razloga, kao i zbog namotavanja na relativno mali promjer bubnja, za takav rad koristi se meka konopljana užad dovoljne nosivosti.
S gledišta zaštite na radu, sve vrste vitla i dizala smatraju se oruđima s povećanom opasnošću, pa su podvrgnuta strogim tehničkim propisima i normama, kojima se definiraju nosivosti, brzine, sigurnosni čimbenici za uređaj i elastične elemente (užad ili lance), kuke, kočione sisteme i drugo, odnosno svi materijali i elementi uređaja, kao i način proračuna opterećenja i elemenata normirani su i podliježu tehničkom pregledu prije izdavanja uporabne dozvole. Svi uređaji za dizanje, dakle i vitla, podliježu redovitim periodičnim pregledima s ciljem održavanja uređaja u ispravnom stanju.  
Za podređene svrhe, te male nosivosti i brzine dizanja još se gdjegod koriste i vitla s ručnim pogonom. Češće su u uporabi vitla zavješena na čeličnu gredu, pogonjena beskonačnim lancem i lančanikom kojim se ručno dizanje i spuštanje može obavljati s poda (za tu vrstu vitla udomaćen je naziv VEDA dizalice). 
Iako je vitlo sastavni sklop gotovo svih vrsta suvremenih dizalica i dizala, jednako čestu primjenu vitla nalaze na brodovima. Posebne izvedbe koriste se za dizanje i spuštanje brodskog sidra. Manevarska (palubna) vitla za potezanje koriste se za precizno pozicioniranje broda u završnoj fazi pristajanja, a specijalizirana vitla za izvlačenje ribarskih mreža (takozvani puratić ili puretić – djelo hrvatskog izumitelja) donijela su revolucionarni napredak u ribarstvu u drugoj polovici dvadesetog stoljeća. 

#### Proračun
Okretanjem bubnja jedan se slobodni kraj užeta povlači silom F, pa se zbog trenja između užeta i bubnja drugim slobodnim krajem užeta može povlačiti teret silom Ft. Omjer tih dviju sila iznosi:
{\displaystyle {\frac {F_{t}}{F}}=e^{\mu \cdot \alpha }}
gdje je: e - baza prirodnog logaritma  (2,718 281 828...), μ = koeficijent trenja između užeta i bubnja (koeficijent trenja za čelično uže na bubnju μ = 0,09 – 0,12, a za konopljano uže na bubnju μ = 0,25 – 0,30), α - obuhvatni kut ili kut obuhvata užeta oko bubnja u radijanima  (α = i · 2 · 3,14 =  6,28 · i, gdje je: i - broj namota užeta oko bubnja, obično 2 do 3).  
Tako na primjer, u slučaju 3 zavoja s konopljanim užetom, sila potezanja bit će:   
{\displaystyle F_{t}=e^{\mu \cdot \alpha }\cdot F=2,718^{0,3\cdot 6,28\cdot 3}\cdot F\approx 285\cdot F}
Znači da ručnim potezanjem slobodnog kraja užeta silom od svega 100 N (težina oko 10 kilograma) možemo ostvariti silu od 28 500 N (težina oko 2 850 kilograma ili 2,85 tone) na opterećenom kraju užeta.  Uvjet je dakako, da vitlo ima dovoljnu snagu za ostvarenje tolike obodne sile na bubnju. Ako pustimo slobodni kraj užeta, ono će proklizavati po bubnju, čime prestaje povlačenje što u mnogome pojednostavljuje rukovanje. Parabolični profil žlijeba osigurava da uže uvijek bude smješteno u sredini žlijeba.   

### Slike
|                                                   |                                 |                               |                                                        |
| Presjek manevarskog vitla s pogonom ispod palube. | Brodsko vitlo za dizanje sidra. | Zidno vitlo s ručnim pogonom. | Sidreno vitlo polarnog istraživačkog broda Polarstern. |

## Poveznice
- Dizalica
- Dizalo
- Kolotura
- Pojasna kočnica
- Puratić
- Reduktor
- Uže